# Мікаель Аппельгрен
Кент Мікаель Аппельгрен (швед. Kent Mikael Appelgren; нар. 15 жовтня 1961, Стокгольм) — шведський настільний тенісист. Чотириразовий чемпіон світу з настільного тенісу.

## Кар'єра гравця
Триразовий (1982, 1988, 1990) чемпіон Європи в одиночному розряді серед чоловіків. У фіналі 1982 року його суперником був інший відомий шведський гравець Ян-Уве Вальднер.